# Desulfovibrio
Desulfovibrio  (лат.) — род грамотрицательных, облигатно анаэробных сульфатредуцирующих бактерий. Род содержит около 65 действительно опубликованных видов. Обитают в анаэробных осадках пресных и солоноватоводных водоёмов, морей, а также в кишечнике некоторых животных, в навозе и испражнениях.

## Биологические свойства
Искривлённые или изредка прямые неспорообразующие палочки, иногда сигмовидные или спиральные размерами 0,5—1,5 × 2,5—10 мкм, морфология зависит от возраста культуры. Подвижны за счёт наличия одного или нескольких жгутиков, расположенных полярно. Хемоорганогетеротрофы, облигатные анаэробы, используют сульфаты или другие кислородсодержащие соединения серы в качестве конечного акцептора электронов, как конечный продукт выделяют сероводород. Большинство видов окисляют органические вещества до ацетата, углеводы могут использоваться лишь немногими видами как источник углерода и энергии. Все представители рода содержат десульфовиридин. Некоторые штаммы способны к хемолитогетеротрофному метаболизму путём окисления молекулярного водорода и ассимилирования ацетата и диоксида углерода как источника углерода. Некоторые виды способны использовать аминокислоты в качестве источника углерода. Некоторые виды обитают в гидротермальных источниках. Отмечены изменения в структуре нитроцеллюлозы, вызываемые Desulfovibrio desulfuricans. В качестве запасного источника углерода Desulfovibrio desulfuricans, Desulfovibrio HL21 и Desulfovibrio vulgaris используют биополимер полиглюкозу. Представители рода Desulfovibrio способны выделять монооксид дисеры S2O при росте на агаризованных питательных средах. Восстановление шестивалентного хрома в клетках Desulfovibrio vulgaris ингибирует сульфатредукцию и рост клеток.

### Геном
Исследованы полные нуклеотидные последовательности геномов представителей рода Desulfovibrio. Геном Desulfovibrio desulfuricans штамма G20 представлен кольцевой двуцепочечной молекулой ДНК размером 3730232 п.н. и содержит 3865 генов, из которых 3775 кодируют белки. Геном Desulfovibrio vulgaris штамма Hildenborough также представлен кольцевой двуцепочечной молекулой ДНК размером 3570858 п.н., были обнаружены новые цитохромы С-типа, связанные с периплазматическими гидрогеназами и формиат дегидрогеназами, что связано с особенностями метаболизма этих сульфатредуцирующих бактерий, геном Desulfovibrio vulgaris штамма Hildenborough содержит 3634 генов, из которых 3551 кодируют белки. Также в геноме Desulfovibrio desulfuricans обнаружена малая криптическая плазмида pBG1 размером 2,3 килобаз, разрабатываются методы её использования как челночного вектора. Процент % Г+Ц пар варьирует у представителей рода от 46,1 % до 61,2 %.

## Значение
Представители рода Desulfovibrio принимают важное значение в процессах биоминерализации, в круговороте серы в природе и биокоррозии металлов. Ввиду относительной устойчивости представителей рода Desulfovibrio к тяжёлым металлам, а также способности к восстановлению соединений хрома III, меди II, марганца II, никеля II и цинка II является перспективным использование представителей рода Desulfovibrio в биоочистке сточных вод, загрязнённых соединениями тяжёлых металлов.